# Symphony X (album)
Symphony X è l'album d'esordio dell'omonimo gruppo progressive metal statunitense.

## Tracce
Testi e musiche di Michael Pinnella, Michael Romeo e Jason Rullo.
1. Into the Dementia – 1:01
2. The Raging Seasons – 5:02
3. Premonition – 5:38
4. Masquerade – 4:28
5. Absinthe and Rue – 7:16
6. Shades of Grey – 5:42
7. Taunting the Notorious – 3:20
8. Rapture or Pain – 5:06
9. Thorns of Sorrow – 3:54
10. A Lesson Before Dying – 12:09

## Formazione
- Rod Tyler - voce
- Michael Romeo - chitarra
- Thomas Miller - basso
- Michael Pinnella - tastiera
- Jason Rullo - batteria